# Franse Senaatsverkiezingen 1965
De Franse Senaatsverkiezingen van 1965 vonden op 26 september 1965 plaats. Het was de tweede keer dat een derde van de Senaat werd gekozen tijdens de Vijfde Franse Republiek.

## Verkiezingsprocedure
De Franse Senaat wordt indirect gekozen door middel van kiesmannen (grands électeurs), lokale volksvertegenwoordigers, zoals regionale-, departements-, en (soms) stadsbestuurders (w.o. burgemeesters en wethouders).

## Uitslag
| Groepering                                     | Afkorting | Zetels | Verschil | Percentage |
| ---------------------------------------------- | --------- | ------ | -------- | ---------- |
| Républicains indépendants                      | RI        | 60     | 5        | 21,9%      |
| Socialiste                                     | SOC       | 52     | 0        | 19,0%      |
| Union centriste des démocrates de progrès      | UCDP      | 47     | 9        | 16,6%      |
| Union des Démocrates pour la République        | UDR       | 30     | 2        | 10,9%      |
| Gauche Démocratique                            | GD        | 50     | 0        | 18,2%      |
| Centre républicain d'action rurale et sociale  | CNIP      | 19     | 1        | 6,9%       |
| Républicains populaires et centre démocratique | RPCD      | 38     | 3        | 13,9%      |
| Niet-ingeschrevenen                            | NI        | 11     | 5        | 4,0%       |
| Communiste                                     | COM       | 14     | 0        | 5,1%       |
| Totaal:                                        |           | 274    | 0        | 100,0 %    |

## Voorzitter
| Afbeelding | Persoon            | Datum van verkiezingen | Opmerking |
| ---------- | ------------------ | ---------------------- | --------- |
|            | Gaston Monnerville | 2 oktober 1965         | herkozen  |